# Ghassan Kanafani

Palestijnse graffiti die Ghassan Kanafani voorstelt

Ghassan Kanafani (Akko, 9 april 1936 - Beiroet, 8 juli 1972) was een Palestijns schrijver en toneelschrijver. Omstreeks de stichtingsdatum van de staat Israël ging ook zijn familie, onder druk van zware beschietingen en typhusbesmetting van het drinkwater, in op de boodschap uit luidsprekers van de Hagana: vlucht of vindt de dood. Zij vluchtten uit Akka naar Beiroet en daarna naar Damascus.
Zijn ouders stuurden hem naar een katholieke Franse school in Jaffa. Na de Nakba studeerde hij Arabische literatuur aan de Universiteit van Damascus, maar werd gedwongen deze universiteit te verlaten voordat hij zijn studie voltooid had. Wel behaalde hij een certificaat om les te geven van de UNRWA en leerde het leven van kinderen in Palestijnse vluchtelingenkampen hier kennen. Zij werden vaak hoofdpersonen in zijn verhalen. Hij verhuisde later naar Koeweit, en vervolgens terug naar Beiroet.
Kanafani was een productief schrijver. Hij schreef 18 boeken, die in vertaling in 20 landen gepubliceerd werden. Op school in Jaffa had hij niet heel goed klassiek Arabisch leren schrijven. Daarom gebruikte hij de Palestijnse spreektaal in zijn boeken. Een bekend werk, Ridjal fi-al-sjams (Mannen in de zon), verscheen in 1963. Hij schreef diverse andere werken, waaronder Al-Bab en Umm Sad. In veel van zijn werk staat de Palestijnse Nakba centraal. Hij introduceerde het concept van Adab al-Muqawama (verzetsliteratuur) in de Palestijnse literatuur. 
In 1970 werd hij woordvoerder van de PFLP . Op 8 juli 1972 werd Ghassan Kanafani (en een nichtje dat bij hem in de auto zat) door de Mossad vermoord door middel van een autobom. 
- Biblioteca Nacional de España: XX1099149
- Bibliothèque nationale de France: cb11909372q (data)
- Catàleg d'autoritats de noms i títols de Catalunya: 981058511640306706
- Gemeinsame Normdatei: 118720686
- International Standard Name Identifier: 0000 0001 1025 1741
- Library of Congress Control Number: n50046221
- Bibliotheek van het Japanse parlement: 00469240
- Nationale Bibliotheek van Tsjechië: jn20011211041
- Nationale Bibliotheek van Israël: 987007263418605171
- Nederlandse Thesaurus van Auteursnamen: 071817484
- Istituto Centrale per il Catalogo Unico: RAVV076707
- LIBRIS: 33059
- Système universitaire de documentation: 026944839
- Virtual International Authority File: 39379118
- WorldCat: E39PBJdrDhDQrXtgrVjCJC3JDq